# Aryana Adin
Aryana Adin (Los Ángeles, California; 18 de agosto de 1988) es una actriz pornográfica  estadounidense.

## Biografía
Nació el 18 de agosto de 1988 en California. Debutó en la industria del porno en 2009, alrededor de los 21 años. Filmado para estudios como Bang Productions, Anarchy, Black Ice, Brazzers Network, Elegant Angel, Jules Jordan Videos, Zero Tolerance y otros.
En 2018, ganó el premio Urban X al mejor culo. En 2019, fue nominada al premio Urban X Award en las categorías MILF Mujer, Senos Más Bellos y Estrella de las Redes Sociales.
Ha grabado más de 100 películas como actriz.

## Premios y nominaciones
Premio Urban X:
- 2018 - Mejor botín (ganadora)[3]
- 2019 - Actriz de MILF (nominada)
- 2019 - Los pechos más hermosos (nominación)
- 2019 - Estrella de las redes sociales (nominación)